# Austrofossombronia marionensis
Austrofossombronia marionensis là một loài Rêu trong họ Fossombroniaceae. Loài này được R.M. Schust. mô tả khoa học đầu tiên năm 1994.